# Mira Galle

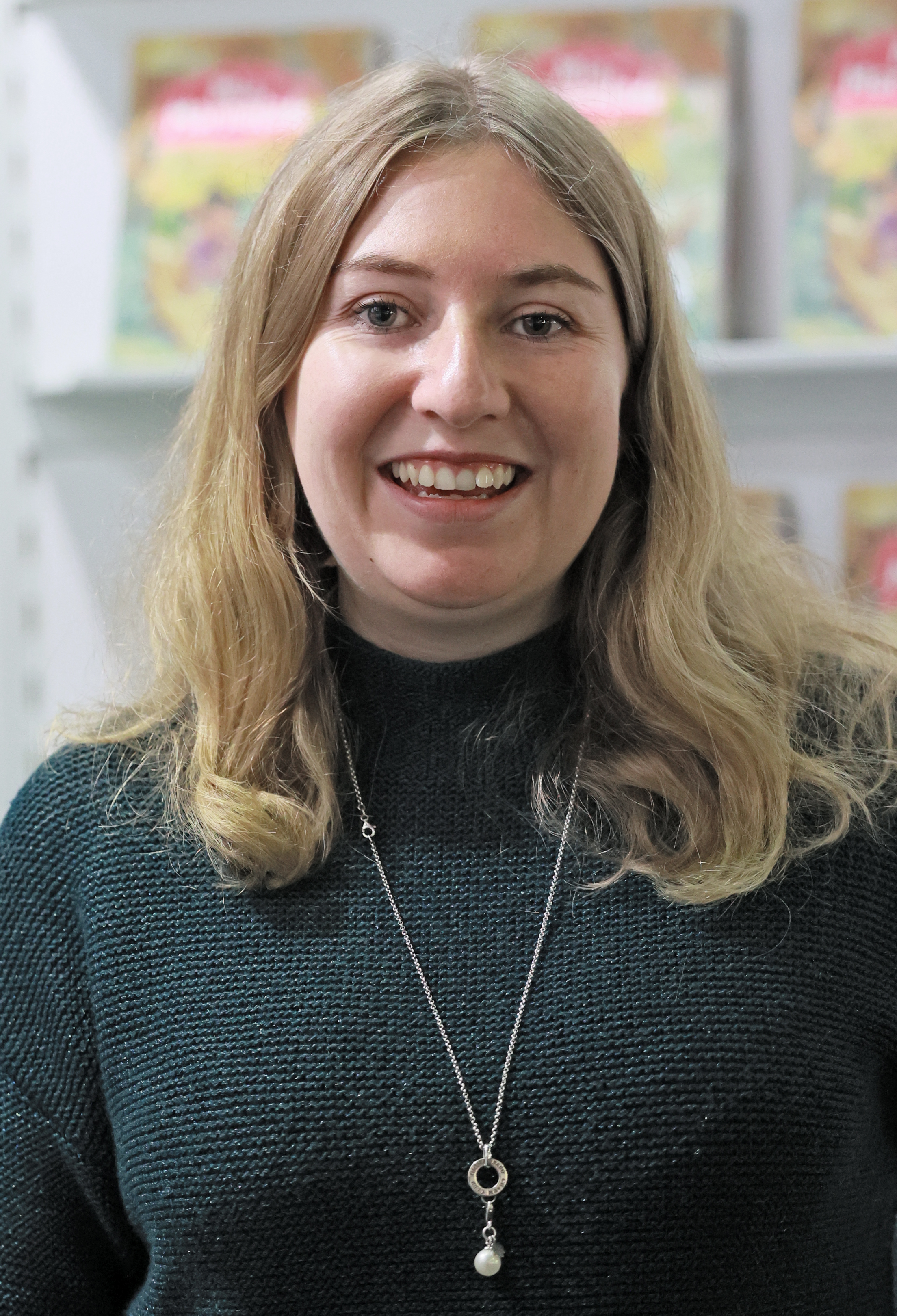
Mira Galle auf der Frankfurter Buchmesse 2023

Mira Galle (geboren 1995) ist eine deutsche Sozialpädagogin und Kinderbuchautorin.

## Leben
Mira Galle, geboren 1995, studierte Soziale Arbeit an der Hochschule München. Ihre Bachelorarbeit schrieb sie über das Thema Kinder suchtkranker Eltern. Sie war in einer Einrichtung der sozialpädagogischen Familienhilfe tätig.
Seit 2021 veröffentlicht sie Bücher für Kinder im Grundschulalter und macht darin reale und phantastische Lebenswelten sichtbar. In ihrer Kinderbuchreihe um die Katze Mia Marmelade setzt sie sich für Diversität ein. Im ersten Band Mia Marmelade – Leon und der grüne Flaschengeist werden Alkohol und Sucht thematisiert, im zweiten Band Mia Marmelade – Zola und der verlorene Piratenschatz geht es um Flucht und Migration. Die Katze Mia Marmelade tritt hier als Begleiterin und Vertraute von Kindern auf, die mit dem jeweiligen Problemkreis konfrontiert sind.
Die Autorin lebt in Berlin.

## Werke
- 2021: Mia Marmelade – Leon und der grüne Flaschengeist, Leontin-Kinderbuchverlag, ISBN 978-3-948409-07-4
- 2022: Mia Marmelade – Zola und der verlorene Piratenschatz, Leontin-Kinderbuchverlag, ISBN 978-3-948409-08-1

## Auszeichnungen
- 2023: Vielfalter-Literaturpreis für Mia Marmelade – Zola und der verlorene Piratenschatz[5], zusammen mit Bernd Lehmann, Illustrator